# Gloria Glens Park
Le village de Gloria Glens Park est situé dans le comté de Medina, dans l’Ohio, aux États-Unis. Lors du recensement de 2010, elle comptait 425 habitants.

## Source
- (en) Cet article est partiellement ou en totalité issu de l’article de Wikipédia en anglais intitulé « Gloria Glens Park, Ohio » (voir la liste des auteurs).